# 涂國盛
涂國盛，湖北省襄陽府襄陽縣（今湖北省襄樊市）人，清朝政治人物、進士出身。
光緒六年，登進士。光緒十八年，任會典館纂修官。光緒二十五年，任戶部江西司員外郎。光緒二十七年，任戶部浙江司郎中。后任掌廣東道監察御史。